# Водна пещера (Одре)
Водната пещера (на гръцки: Σπήλαιο των Νερών) е пещера в Костурско, Гърция, област Централна Македония.

## Местоположение
Пещерата е разположена в планината Одре (Одрия) югозападно от село Осничани (Кастанофито).

## Описание
Пещерата е оформена в мергели от миоценския период и спелеогенезата е резултат от течението на подземна река. Пещерата има три входа. Подът е изцяло покрит от седименти, предимно пясъци и има пещерна украса. Оттокът на реката варира в зависимост от времето. На интервали има просторни камери. Украсата може да се намери в първите три камери на пещерата. В едни и същи райони се срещат разпръснати находки от човешка дейност от различни периоди. Общата дължина на пещерата е около 500 m.